# Florimond van Duyse

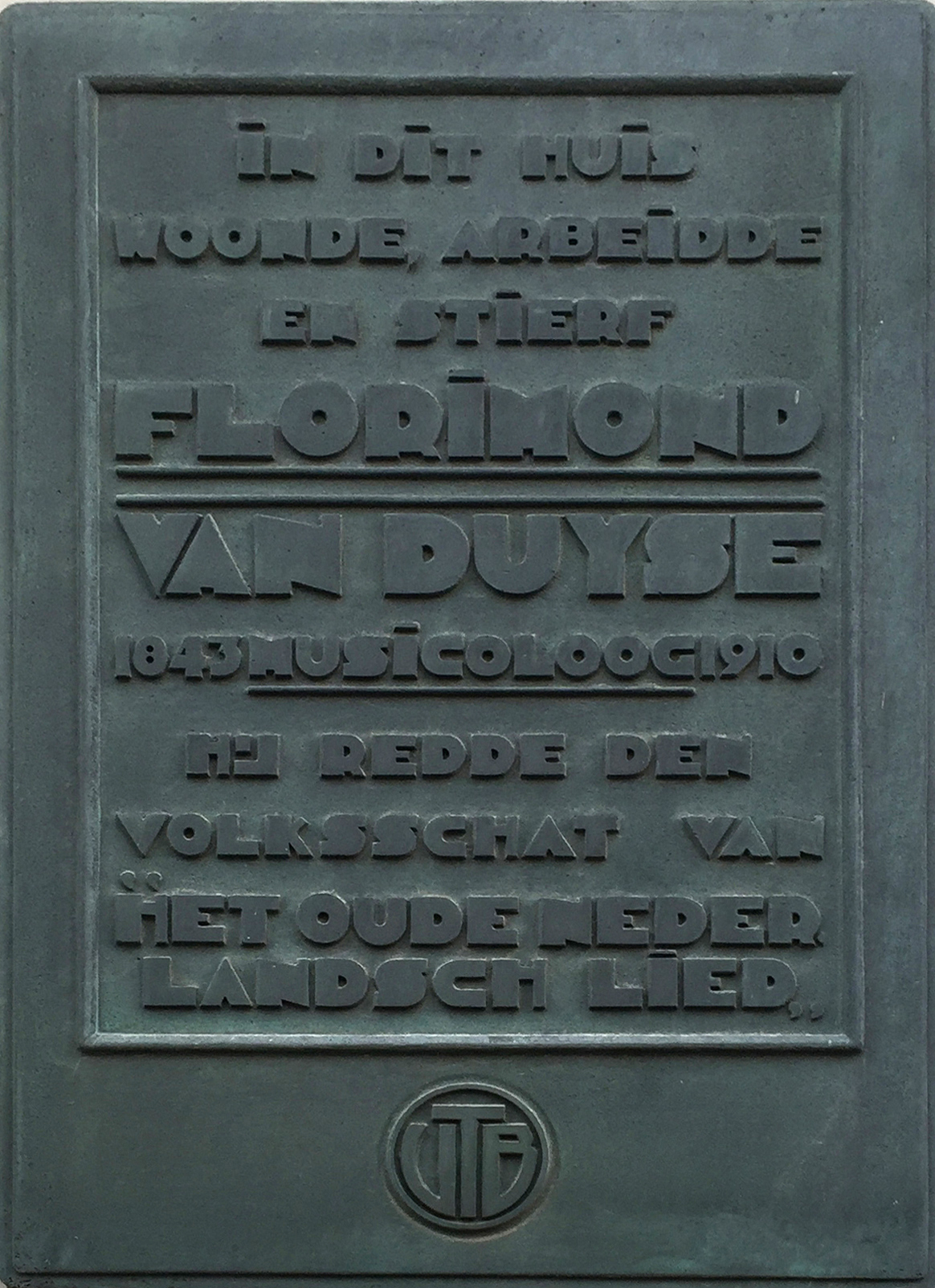
Gedenkplaat voor Van Duyse in Gent

Florimond van Duyse (Gent, 4 augustus 1843 – Gent, 18 mei 1910) was een Vlaamse componist, schrijver en etnomusicoloog.
Florimond van Duyse was de oudste in het gezin van Prudens van Duyse en Sophie Wouters, dat vijf kinderen telde. Hij studeerde rechten aan de Rijksuniversiteit Gent en volgde onderwijs aan het Gentse Conservatorium. Hij zette de poëtische missie van zijn vader voort en combineerde de passie van de musicologie en het toondichten met het beroep van krijgsauditeur. Hij zette zich in voor het gebruik van de moedertaal bij de militaire rechtspraak.

In 1873 behaalde hij een tweede prijs in het concours van de Prijs Van Rome voor muziekcompositie.
Gedurende zijn hele leven bestudeerde hij het Nederlandse lied in al zijn vormen: de Souterliedekens, het Antwerps liedboek, de Geuzenliederen, het Gruuthuse-handschrift en de eigentijdse compilaties van onder meer Edmond de Coussemaker, Jan Bols en Jan Frans Willems. Die laatste kreeg het hard te verduren in het voorwoord en de besprekingen van Van Duyse.
"Toen ik het plan opvatte om een onderzoek in te stellen naar de oorspronkelijke teksten en melodieën onzer oude liederen, nam ik natuurlijk ter hand de verzameling door Willems uitgegeven, onder den titel Oude Vlaemsche liederen. Doch eene vergelijking met enkele door Willems aangeduide bronnen, liet mij al dadelijk toe te zien, hoe aan menigen oude tekst en aan menige oude melodie, willekeurige veranderingen waren toegebracht." (in de inleiding van Het oude Nederlandsche lied)
Meer lof had hij over voor de grondlegger van de Nederlandse etnomusicologie, Hoffmann von Fallersleben, omdat die zich wel beperkte tot het opnemen van de liederen zoals zij gezongen werden. Willems krijgt weliswaar enig respijt, omdat hij geen geschoold musicus was en toch pogingen ondernam om logische muziekvormen te voorzien bij de geleverde teksten. De voornaamste kritiek van Van Duyse was dat de correcties en wijzigingen niet als dusdanig waren gedocumenteerd. Het opnemen van verschillende versies met bronverwijzing, zou dan ook de maatstaf worden voor zijn magnum opus.
Florimond van Duyse componeerde een Nederlandstalige operette, Teniers te Grimbergen (libretto Prudens van Duyse, 1860) en de opera Rosalinde (tekst van Karel Versnaeyen, 1864). Hij zou twaalf opera's schrijven. Daarnaast schreef hij suites voor orkest, koren, cantates (zijn Torquato Tasso's dood uit 1873 won een Prix de Rome), liederen en volksliedbewerkingen. Hij organiseerde tevens door heel Vlaanderen "Liederavonden voor het volk". Hij zat ook een aantal keren in de jury van de Prix de Rome.

## Werken
Een selectie uit zijn uitgaven:
- Oude Nederlandsche liederen. Melodieën uit de Souterliedekens, met inleiding, aanteekeningen en klavierbegeleiding door Fl. van Duyse (Gent, 1889)
- Nederlandsch liederboek, dl. 1 Vaderlandsche en plaatselijke liederen, dl. 2 Balladen en verhalende liederen (Gent, 1891-…)
- Dit is een suyverlijck boecxken, inhoudende oude Nederlandsche geestelijke liederen met klavierbegeleiding (Gent, 1899)
- De melodie van het Nederlandsche lied en hare rhythmische vormen (Brussel, 1902)
- Het oude Nederlandsche lied. Wereldlijke en geestelijke liederen uit vroegeren tijd: teksten en melodieën, verz. en toegel. door Fl. van Duyse, 4 dln. ('s-Gravenhage/Antwerpen , 1903-1908, in 1966 vond er in Nederland een herdruk plaats die toen 350 gulden kostte[1])

## Eerbetoon
In de Laurent Delvauxstraat in Gent hangt aan huisnummer 12 (waar hij gewoond heeft) een gedenkplaat.